# Boss
Pour les articles ayant des titres homophones, voir Bosse et Boss (homonymie).

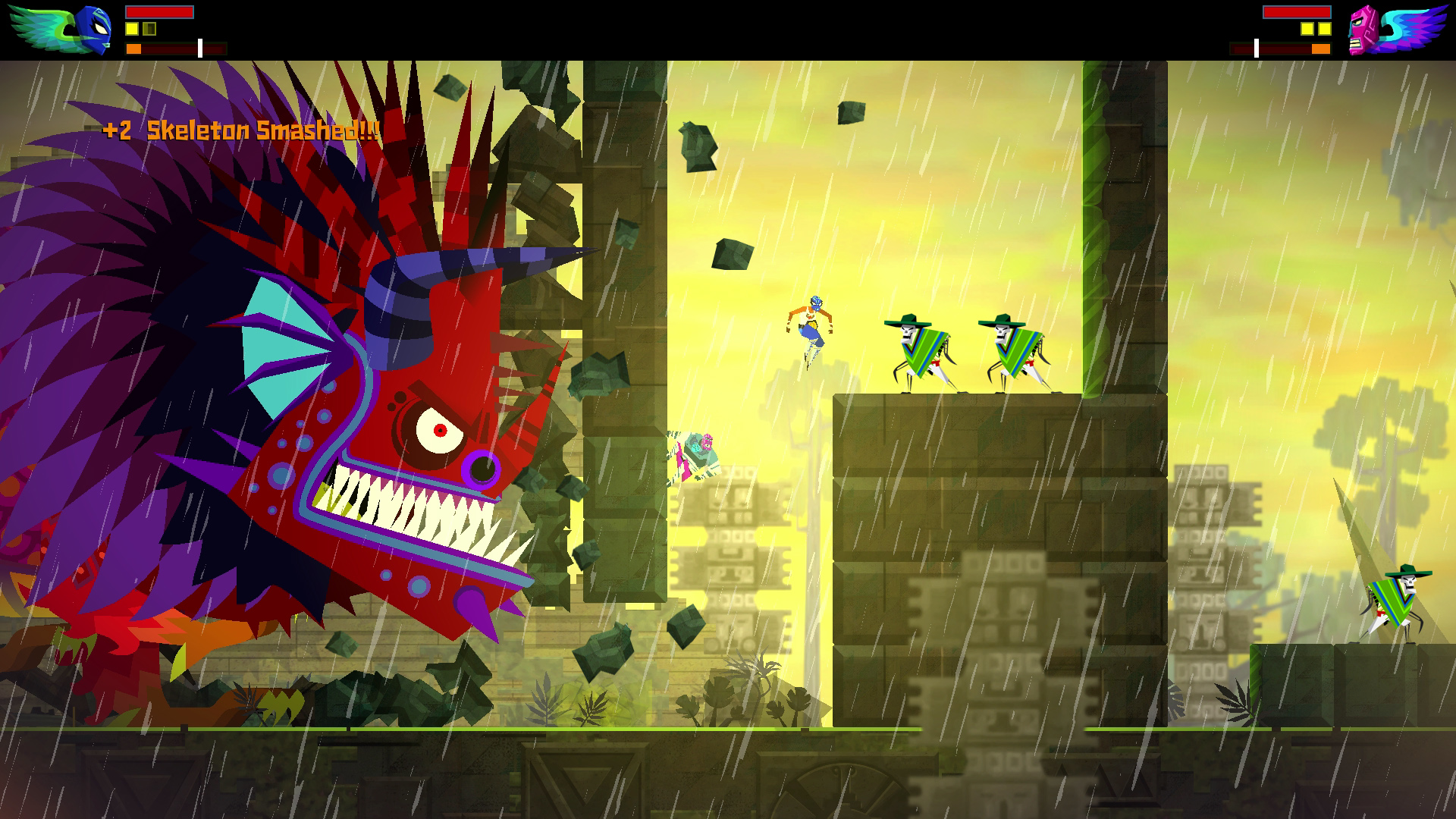
Un combat contre un boss (à g.) dans le jeu vidéo Guacamelee (2013).

Dans les jeux vidéo, le terme boss (issu de l’anglais « boss », qui signifie « chef ») désigne habituellement un ennemi, anormalement plus puissant que les autres, à battre à la fin d’un niveau, d’un donjon, ou dans un autre environnement.
On trouve des boss dans les jeux de plate-forme, les beat'em all et les jeux de rôle, bien qu'ils ne soient par essence pas propres à un type de jeu.

## Description
Ce principe de jeu reprend généralement le mythe du combat de David contre Goliath.[réf. souhaitée]

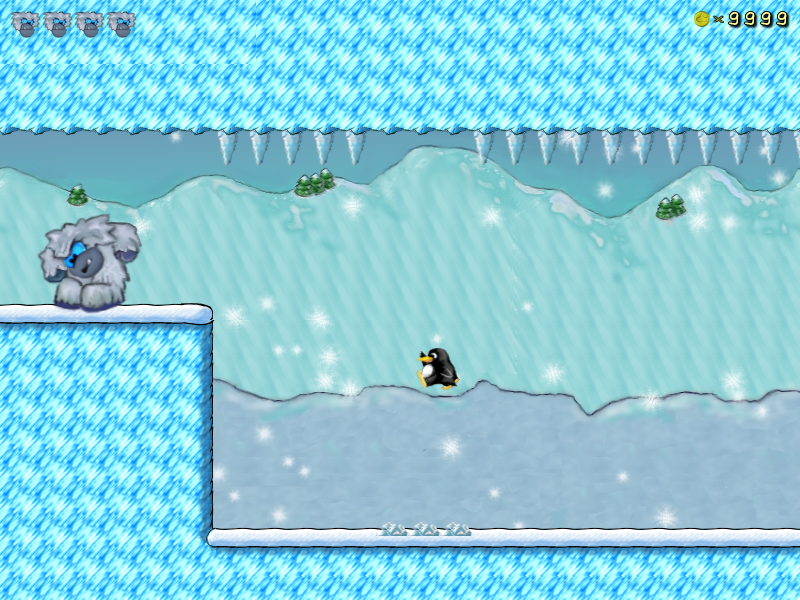
Le héros manchot Tux combattant un boss Yéti dans le jeu vidéo SuperTux (2003).

Le propre du boss est d'être un obstacle à franchir. Il teste la plupart du temps les compétences du joueur à un moment précis, le plus souvent celles mises en avant dans le niveau en question. Le boss est une étape à valider, une vérification des acquis. S'il se présente la plupart du temps comme un ennemi surpuissant dont il faut apprendre les habitudes pour pouvoir y réagir, esquiver et ainsi frapper le point faible (ce dernier étant parfois son corps entier), il peut aussi se manifester comme une épreuve. Cette épreuve peut prendre de nombreuses formes : survivre un temps donné, atteindre un emplacement, s'échapper. Dès lors que l'antagoniste est présenté, l'affrontement peut prendre diverses formes.
Par exemple, le terme boss peut désigner le grand ennemi du jeu, même s’il n’est pas nécessairement combattu (par exemple, LeChuck de Monkey Island). Le dernier boss d’un jeu, qui est normalement le plus puissant de tous les ennemis, est nommé « boss final » et est souvent le grand ennemi du jeu.

La plupart du temps, on reconnaît un boss au fait qu’il apporte un bouleversement dans le monde où se déroule le jeu. La musique change pour caractériser cet événement souvent dramatique, et se démarque des autres thèmes du jeu. Si, dans la plupart des genres de jeu, il n’est pas obligatoire de tuer tous les ennemis pour progresser, il est souvent indispensable de se débarrasser du boss afin de terminer un niveau ou le jeu entier, bien qu’il disparaisse parfois à la fin d’une limite de temps (comme dans Tumiki Fighters).

Miniboss du jeu vidéo Broforce (2015).

Dans certains jeux, les boss peuvent évoluer et perdre leur point faible. Il faut donc en trouver un nouveau rapidement[à développer].
Dans la mythologie vidéoludique existe également le gimmick du sous-boss (mini-boss ou demi-boss), souvent plus faible que le boss, qui apparait pendant le déroulement du niveau ou du monde. L'objectif de son insertion dans la continuité du jeu est varié, il peut servir à affaiblir le joueur en amont du boss, être l'objet d'une quête secondaire et donc optionnel ou à maintenir le rythme du jeu.

## Évolution
C'est en 1974 qu'apparaît pour la première fois un boss dans un jeu vidéo. Plus précisément dans dnd (lire Dungeons & Dragons), sorti en 1974 sur le système PLATO. Chaque trésor y est gardé par un monstre beaucoup plus fort que les autres, jusqu'au boss final, le Golden Dragon. Avant ce titre, les boss n'étaient matérialisés qu'un défilement parallaxe ou la présence de nombreux monstres[pas clair].
Dans les années 1980, le principe du boss s'est rapidement répandu à la majorité des genres de jeu (shoot them up, plate-forme, combat, etc.). Lors des premiers jeux, le boss était difficile à animer. Celui-ci avait un sprite compliqué à réaliser pour les moyens de l'époque. Il prenait rapidement un huitième, voire un quart de l'écran de jeu.

## Les boss par genre

### Jeu de combat
Dans un jeu de combat, le terme de « boss » peut être employé pour le dernier combattant du jeu. Généralement celui-ci est beaucoup plus puissant que les précédents adversaires et provoque un véritable défi pour le challengeur. Le boss possède souvent des caractéristiques hors du commun, parfois même déloyales, ou encore certains d'entre eux peuvent copier les techniques des autres personnages.

### Beat them all
Les boss de beat'em all sont parfois immenses (God of War), et beaucoup plus coriaces que les autres monstres. La façon de les affronter varie entre les moments de jeux tactiques et les moments de pure action. De plus, certains boss requièrent des actions contextuelles, demandant un certain timing avant d'appuyer sur un certain bouton. Après le combat, ces boss offrent généralement un objet, une arme ou une capacité au héros.

### Jeu de tir
Les boss des jeux de tir à la première personne (ou shoot them up) sont, dans la plupart des cas, de taille et de puissance bien supérieures à celles des ennemis normaux. Ils possèdent des tirs standards qu'ils utilisent durant tout le combat, et généralement une arme spéciale beaucoup plus puissante, mais utilisée à moins grande fréquence.
Un classique des shoot them up est un boss qui n’a qu’un point faible difficilement atteignable, comme un œil. Le point faible du boss est généralement facilement repérable : s’il a un gros œil, il faudra le crever ; s’il s’agit d’un boss composé de glace, il faudra utiliser du feu pour le combattre.